# Hamaxiella brunnescens
Hamaxiella brunnescens là một loài ruồi trong họ Tachinidae.